# 14
14 (XIV, na numeração romana) foi um ano comum do século I, do Calendário Juliano, da Era de Cristo, teve início a uma segunda-feira e terminou também a uma segunda-feira, e a sua letra dominical foi G.
| Ano completo                         |
| ------------------------------------ |
| Ano comum com início à segunda-feira |

## Eventos
- Sexto Pompeu e Sexto Apuleio, cônsules romanos.[1]

## Mortes
- Júlia, a Velha, filha de César Augusto e de Escribônia morre (n. 39 a.C.).
- Lúcio Emílio Paulo, político romano, cônsul em 1 d.C. morre. (n. 37 a.C.).
- 19 de agosto - César Augusto, fundador do Império Romano e primeiro imperador de Roma morre, em Nola.[2] (m. 63 a.C.).
- 17 de setembro - Tibério Cláudio, foi proclamado o segundo imperador do Império Romano.[2]